# Squamish (språk)
Squamish (eller sḵwxwú7mesh) är ett indianspråk som talas i Kanada, av ursprungsbefolkningen squamish.